# 1312 Vassar
1312 Vassar је астероид главног астероидног појаса са пречником од приближно 36,28 .
Афел астероида је на удаљености од 3,770 астрономских јединица (АЈ) од Сунца, а перихел на 2,418 АЈ.
Ексцентрицитет орбите износи 0,218, инклинација (нагиб) орбите у односу на раван еклиптике 21,917 степени, а орбитални период износи 1988,230 дана (5,443 година).
Апсолутна магнитуда астероида је 10,80 а геометријски албедо 0,064.
Астероид је откривен 27. јула 1933. године.